# رينيه ستير
رينيه ستير (بالإنجليزية: Rene Steer)‏ هو لاعب كرة قدم بريطاني في مركز الدفاع، ولد في 31 يناير 1990 في لوتن في المملكة المتحدة. لعب مع أولدهام أثلتيك وسانت نيوتس تاون ونادي أرسنال ونادي بوسطن يونايتد ونادي غيلينغهام ونادي وكينغ.

## وصلات خارجية
- رينيه ستير على موقع قاعدة بيانات كرة القدم.إي يو (الإنجليزية)
- رينيه ستير على موقع Soccerbase.com (لاعب) (الإنجليزية)
- رينيه ستير على موقع Soccerway.com (الإنجليزية)